# Паршин, Дмитрий Яковлевич
Дмитрий Яковлевич Паршин — советский российский учёный в области автоматизации производства и робототехники, преподаватель высшей школы.  Профессор, доктор технических наук.

## Биография
Родился 1 ноября 1943 г. в ст. Аксайской (ныне г. Аксай).
В 1960 году окончил Аксайскую среднюю школу, работал на заводе «Аксайкардандеталь».
В 1961 году поступил в Новочеркасский политехнический институт, который окончил в 1966 году и получил квалификацию инженера-электромеханика.
Был направлен в конструкторское бюро НЭВЗа, где занимался разработкой микродвигателей для бытовой техники.
С 1 ноября 1968 г. аспирант Новочеркасского политехнического института. Занимался разработкой систем радио- и лазерного телеуправления, за создание которых награждён бронзовой медалью ВДНХ СССР.
В 1972 защитил кандидатскую диссертацию, которая впоследствии легли в основу книги «Лазерная оперативная связь с подвижными объектами» (М.: «Связь», 1978). Предложенные там принципы и структуры построения лазерных систем дистанционного управления использовались НИИПриборостроения для решения задач телеуправления строительной техникой.
После окончания аспирантуры был оставлен в НПИ на кафедре автоматизации производства и робототехники. Там прошёл путь от ассистента до доцента.
Под его руководством были созданы и изготовлены системы управления переставными и скользящими опалубками, системы радиотелеизмерений для полигонных испытаний строительно-дорожных машин, системы контроля и управления трубоукладочными колоннами и др.
В конце 70-х годов был инициатором развития и одним из создателей нового научного направления — строительной робототехники. Результаты этой научной работы явились основой проекта целевой научно-технической программы Главсевкавстроя и Госстроя СССР «Автоматизация и роботизация строительства», а впоследствии были изложены в монографии «Строительная робототехника» (М.: Стройиздат, 1990 г.), которая явилась первой книгой, определившей строительную робототехнику как новое направление прикладной робототехники. Авторские идеи разработок подтверждены 30 авторскими свидетельствами и патентами на изобретения.
В 1989 г. перешёл работать в Ростовский завод-ВТУЗ (впоследствии РГАСХМ). Принимал деятельное участие в разработке учебных планов, становлении спецкурсов. Им за годы подготовки роботистов  в разные годы читались 8 различных спецкурсов и дисциплин специализации. Для новой специальности «Информационные системы» подготовил курс «Проектирование информационных систем», являющийся одним из базовых.
В 1990 году выступил инициатором организации профильных классов в средней школе № 31. В период с 1991 по 1996 г. в должности зам. директора школы курировал их работу.
В 2004 году назначен заведующим кафедрой «Электротехника и автоматика». По его инициативе в 2007 году она была преобразована в кафедру «Электротехника и техническая кибернетика». Позже - профессор кафедры «Автоматизация и электропривод станочных систем» ГОУ ВПО «Донской государственный технический университет».
В 2006 году защитил докторскую диссертацию. В 2008 году присвоено учёное звание профессора.
С 1997 г. также вёл преподавательскую деятельность в Ростовском строительном университете, где читал лекции по автоматизации и роботизации строительных работ. Председатель ГАК по специальности «Электрооборудование автомобилей и тракторов» в ЮРГТУ.

## Награды и премии
- Медаль ВДНХ СССР (N 39770 1973 г.);
- Знак «Победитель социалистического соревнования 1979 г.» (28.04.1980 г.);
- Нагрудный знак ВЦСПС за активную работу в профгруппе (25.10.1982 г.);
- Бронзовая медаль «За достигнутые успехи в развитии народного хозяйства» (N 59172 постановление от 09.12.1982 г.);
- Медаль Ветеран Труда;
- Нагрудный знак «Почётный работник высшего профессионального образования Российской Федерации» 20.10.2007 г.;
- Звание «Заслуженный работник высшей школы Российской Федерации» N 265479 (Указ Президента РФ от 20.01.2015 г.)

## Сочинения
- «Лазерная оперативная связь с промышленными объектами» Архивная копия от 21 февраля 2022 на Wayback Machine /Дмитрий Яковлевич Паршин, Витольд Трофимович Загороднюк. Связь, 1979 — Всего страниц: 102
- «Строительная робототехника» Архивная копия от 21 февраля 2022 на Wayback Machine / Д. Я. Паршин, В. Т. Загороднюк. — Москва : Стройиздат, 1990. — 271 с
- «Автоматизация и роботизация строительных процессов и производств» Архивная копия от 21 февраля 2022 на Wayback Machine/Д. Я. Паршин, А. Г. Булгаков, В. А. Воробьев, С. И. Евтушенко, В. П. Попов. Российская инженерная акад. г. Москва. Ч. 1, Ч. 2 — 2006 г.
- Основы автоматизации и робототехники : для студентов вузов, обучающихся по специальности 291300 "Механизация и автоматизация стр-ва" / Д. Я. Паршин ; М-во образования Рос. Федерации, Рост. гос. строит. ун-т. - Ростов н/Д : Рост. гос. строит. ун-т, 2003 (РИЦ Ростовского гос. строит. ун-та). - 141 с. : ил.; 21 см.
- Автоматизация и роботизация строительно-монтажных работ : Учеб. пособие / Д. Я. Паршин, А. Г. Булгаков; Новочерк. политехн. ин-т им. Серго Орджоникидзе. - Новочеркасск : НПИ, 1988. - 87 с. : ил.; 20 см.
- Автоматизация возведения монолитных объектов / Д. Я. Паршин, О. Д. Паршин ; Федеральное агентство по образованию, Гос. образовательное учреждение высш. проф. образования Ростовская-на-Дону гос. акад. с.-х. машиностроения. - Ростов-на-Дону : РГАСХМ, 2009. - 202 с.; 21 см. - (Строительная мехатроника).; ISBN 978-5-89071-165-6
- Математические основы электротехники и автоматики [Текст] : учебное пособие / Д. Я. Паршин ; М-во образования и науки Российской Федерации, Федеральное гос. бюджетное образовательное учреждение высш. проф. образования "Ростовский гос. строит. ун-т". - Ростов-на-Дону : Ростовский гос. строит. ун-т, 2013. - 135 с. : ил., табл.; 21 см.
- Роботизация штукатурных работ [Текст] : монография / Д. Я. Паршин, О. Л. Цветкова ; М-во образования и науки Российской Федерации, Федеральное гос. бюджетное образовательное учреждение высш. проф. образования "Ростовский гос. строит. ун-т". - Ростов-на-Дону : РГСУ, 2014. - 145 с. : ил., табл.; 21 см.; ISBN 978-5-9525-0063-1
- Автоматизация процессов очистки природных и сточных вод : учебное пособие / Д. Я. Паршин, В. В. Муханов ; М-во образования и науки Российской Федерации, Федеральное агентство по образованию, Гос. образовательное учреждение высш. проф. образования "Ростовский гос. строит. ун-т". - Ростов-на-Дону : Ростовский гос. строит. ун-т, 2008. - 115 с. : ил., табл.; 21 см.
- Лазерная оперативная связь с промышленными объектами [Текст] / В.Т. Загороднюк, Д.Я. Паршин. - Москва : Связь, 1979. - 104 с. : ил.; 21 см.
- Основы автоматизации производственных процессов в стро ительстве : Учеб. пособие / В. Т. Загороднюк, Д. Я. Паршин. - Новочеркасск : НПИ, 1980. - 86 с. : ил.; 20 см.
- Математические основы теории управления : учебное пособие / Д. Я. Паршин, О. Л. Цветкова ; М-во образования и науки Российской Федерации, Федеральное гос. бюджетное образовательное учреждение высш. проф. образования "Донской гос. технический ун-т", Ин-т энергетики и машиностроения. - Ростов-на-Дону : Изд. центр ДГТУ, 2012. - 209 с. : ил., табл.; 21 см.; ISBN 978-5-7890-0742-6